# Matt Sorum
Matt Sorum est un batteur et percussionniste de hard rock, né le 19 novembre 1960  en Californie, États-Unis. Il est d'origine norvégienne.
Il a essentiellement joué avec Guns N' Roses et Velvet Revolver, ainsi que The Cult, Hawk, Slash's Snakepit, Neurotic Outsiders et Y Kant Tori Read (avec Tori Amos). Il fonde en 2002 avec d'autres célébrités un "groupe de reprises" basé à Los Angeles : Camp Freddy. Il a aussi joué au sein de The Hollywood Vampires. 

## Biographie

### Guns N' Roses
Matt Sorum a intégré les Guns N' Roses en 1990 en remplaçant Steven Adler. 
Avec Guns N' Roses, Matt Sorum a enregistré les albums Use Your Illusion I et Use Your Illusion II (1991), l'album de reprises The Spaghetti Incident? (1993) et une partie de l'album live Live Era: '87-'93 (1999). Matt Sorum quitte Guns N'Roses en avril 1997, presque en même temps que le guitariste Slash et le bassiste Duff McKagan, à la suite d'une dispute avec le chanteur Axl Rose.
Le 14 avril 2012, Matt Sorum est intronisé au Rock and Roll Hall of Fame avec Guns N' Roses. À cette occasion, le groupe se reforme sans le chanteur Axl Rose et joue trois chansons.

### Velvet Revolver
En 2002, Matt Sorum fonde le supergroupe Velvet Revolver avec les anciens membres de Guns N' Roses Slash et Duff McKagan. La formation a publié deux albums, Contraband (numéro 1 aux États-Unis en 2004) et Libertad (2007).

## Discographie non exhaustive

### Y Kant Tori Read
- Y Kant Tori Read (1988)
- The Unreadable Tori (And Other Rarities) sous le nom de Tori Amos (1994)

### Guns N' Roses
- Use Your Illusion I (1991)
- Use Your Illusion II (1991)
- The Spaghetti Incident? (1993)
- Live Era: '87-'93 (1999)
- Greatest Hits (2004)

### Velvet Revolver
- Contraband (2004)
- Libertad (2007)
- Melody and the Tyranny (en) (EP) (2007)

### The Cult
- Beyond Good And Evil (2001)

### Slash's Snakepit
- It's Five O'Clock Somewhere (1995)

### Neurotic Outsiders
- Neurotic Outsiders (1996)

Ainsi que d'autres participations avec des groupes tels que Hawk, Jeff Paris, Wired Up, Y Kant Tori Read et Johnny Crash, et un album solo en 2003 intitulé "Hollywood Zen".